# 相対位相
部分位相空間（ぶぶんいそうくうかん、英: [topological] subspace）とは、数学の位相空間論周辺分野における概念の1つで、位相空間の部分集合でもとの空間から由来する自然な位相を備えたものをいう。そのような位相は、部分空間位相 (subspace topology), 相対位相 (relative topology) あるいはトレース位相 (trace topology) などと呼ばれる。

## 定義
与えられた位相空間 (X, τ) と X の部分集合 S に対し、S 上の相対位相は
{\displaystyle \tau _{S}=\{S\cap U\mid U\in \tau \}}
で定義される。つまり、S の部分集合が相対位相に関して S の開集合であるための必要十分条件は、それが X の開集合（τ に属する元）との交わりに書けることである。S が相対位相 τS を備えているならば、S はそれ自身位相空間 (S, τS) を成し、(X, τ) の部分空間と呼ばれる。特に断らない限り、位相空間の部分集合には、相対位相が入っているものと仮定するのが普通である。
あるいは、位相空間 X の部分集合 S の相対位相を、包含写像
{\displaystyle \iota \colon S\hookrightarrow X}
を連続にする最も粗い位相として定義することもできる。
より一般に、集合 S から位相空間 X への単射 i が存在するとき、S 上の誘導位相は i を連続にする最も粗い位相として定義される。この位相に関する開集合系は、ちょうど X の開集合 U に対する引き戻し i−1(U) の形になっている部分集合の全体によって与えられる。このとき、S は X における自身の像（像には X からの相対位相を入れる）と同相であり、i は位相埋め込みと呼ばれる。

## 例
以下、R は実数全体の集合に通常の位相をいれたものとする。
- R の部分空間としての自然数全体の成す集合の位相は離散位相である。
- R の部分空間としての有理数全体の成す集合の位相は離散位相ではない（例えば、点 0 のみから成る部分集合は Q の開集合ではない）。a, b が有理数ならば、開区間 (a, b) および閉区間 [a, b] はそれぞれ Q の開および閉集合であるが、a, b がともに無理数のとき、a < x < b を満たす有理数 x の全体の成す部分集合は Q の開かつ閉集合となる。
- R の部分空間としての閉区間 [0, 1] は開かつ閉である（R の部分集合としては閉でしかないが）。
- R の部分空間としての互いに素な区間和 [0, 1] ∪ [2, 3] は二つの互いに素な開集合（もちろん閉集合でもある）の和であり、従ってこれは非連結空間となっている。
- R の部分空間としての S = [0, 1) について、[0, ½) は S の開集合だが R では開でない。同様に [½, 1) は S において閉だが、R の閉集合でない。S は自身の部分集合として開かつ閉だが、R の部分集合としては開でも閉でもない。

## 部分空間の性質
相対位相に関して、以下のような普遍性による特徴づけができる。Y が X の部分空間で i: Y → X を包含写像とするとき、任意の位相空間 Z に対して写像 f: Z → Y が連続となることと、合成写像 i ∘ f が連続となることは同値である。
この性質は、Y 上の部分位相の定義として用いることができるという意味で、相対位相を特徴付ける性質である。
以下、相対位相に関する性質を挙げる。以下では S は位相空間 X の部分空間とする。
- f: X → Y が連続ならば、その S への制限もやはり連続である。
- f: X → Y が連続ならば、f: X → f(X) もやはり連続である。
- S の閉集合はちょうど X の閉集合と S との交わりとして得られる。
- A が S の部分空間ならば A は同じ位相で X の部分空間にもなる。すなわち、S から誘導される A の位相は X から誘導される A の位相と一致する。
- S が X の開部分空間ならば、S の部分空間が S において開となることと、それが X において開となることとは同値である。
- S が X の閉部分空間ならば、S の部分空間が S において閉となることと、それが X において閉となることとは同値である。
- B を X の開基とすると、BS = {U ∩ S : U ∈ B} は S の開基である。
- 距離空間の部分集合上に距離函数を制限することによって誘導される位相は、その部分集合における部分位相空間としての位相に一致する。

## 部分空間へ遺伝する位相的性質
位相空間がある位相的性質を持つとき、その任意の部分空間がやはり同じ性質を持つならば、その位相的性質は遺伝的 (hereditary) であるという。それより弱く、その任意の閉部分空間だけがその性質を保つならば、そのような性質を弱遺伝的 (weakly hereditary) という。
- 位相的完備な位相空間の、任意の開および閉部分空間はやはり位相的完備である。
- ベール空間の任意の開部分空間はやはりベール空間である。
- コンパクト空間の任意の閉部分空間はやはりコンパクトである。
- ハウスドルフ空間であることは遺伝的である。
- 正規空間であることは弱遺伝的である。
- 全有界性は遺伝的である。
- 完全不連結性は遺伝的である。
- 第一可算および第二可算であることはともに遺伝的である。